# Вертлюг

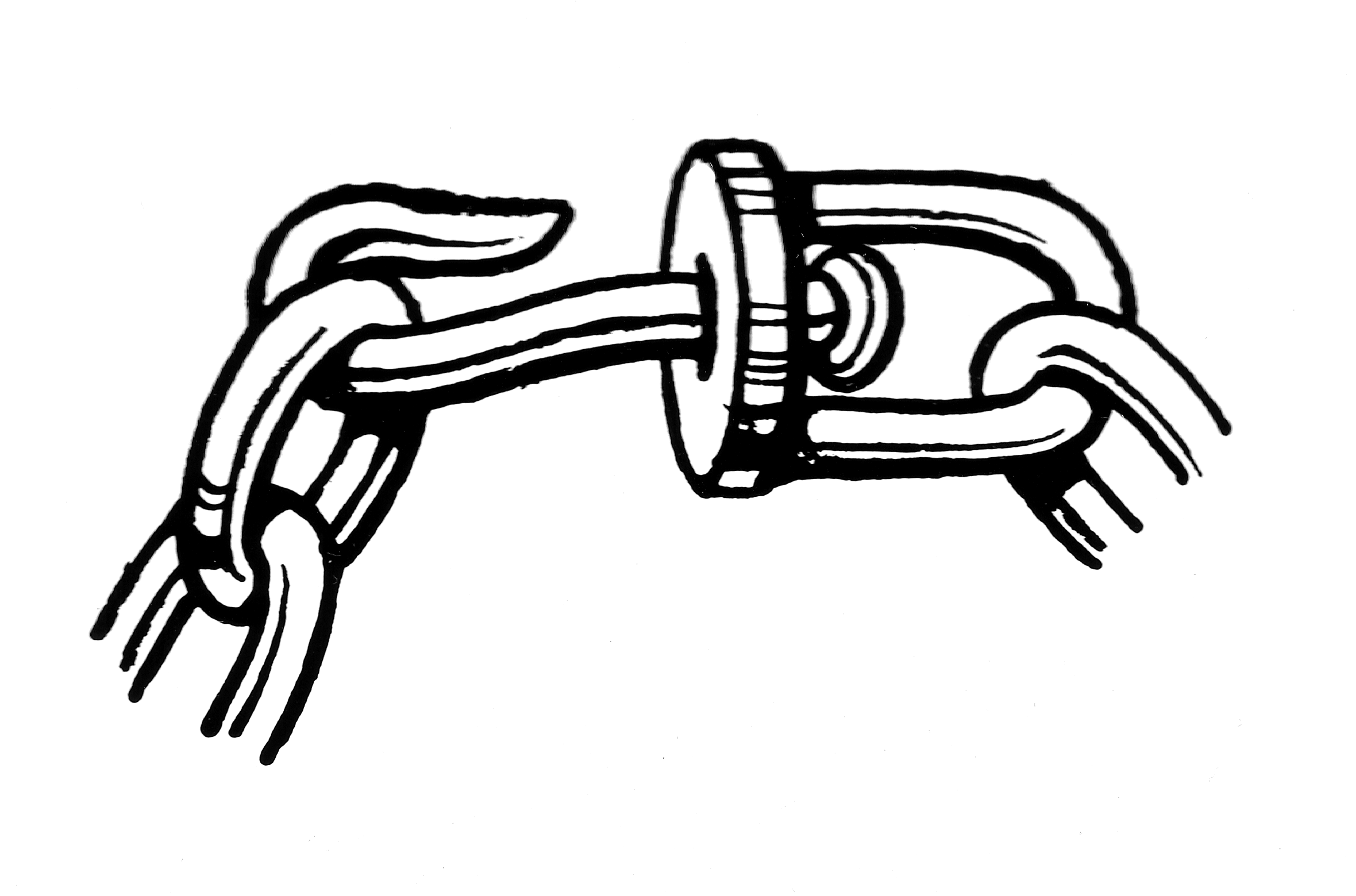
Вертлюг: схематичне зображення

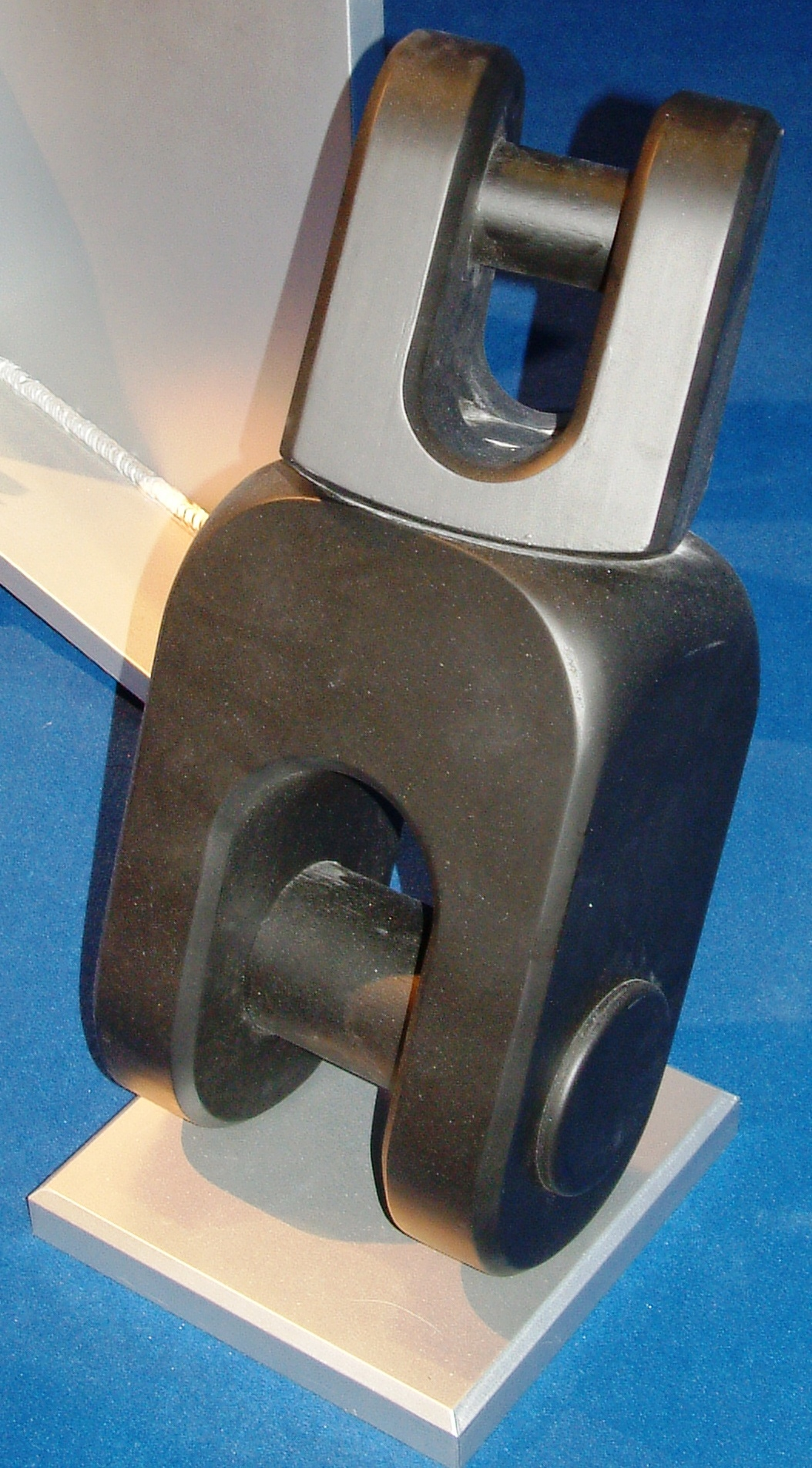
Вертлюг

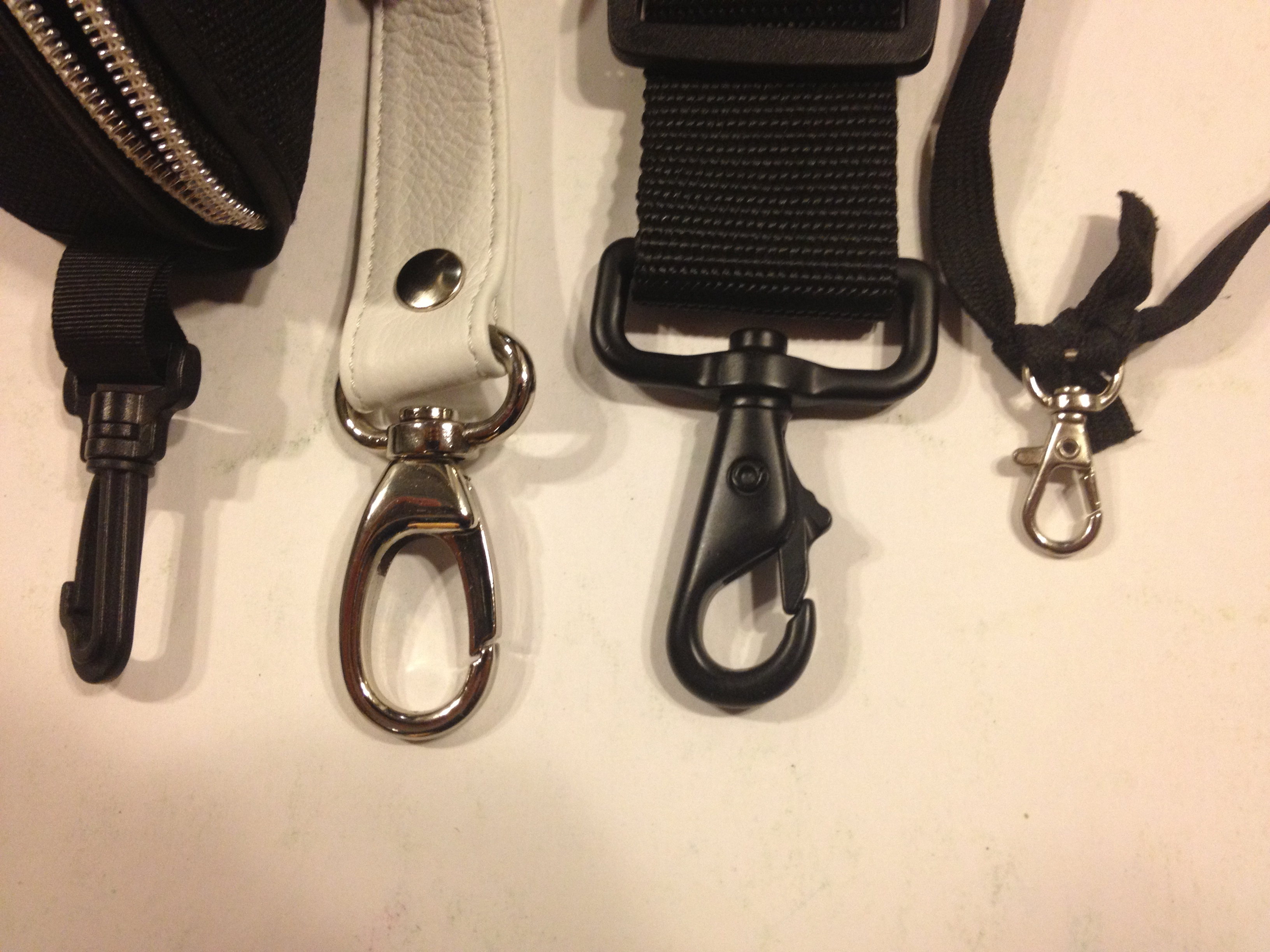
Галантерейна фурнітура: карабін кріпиться до шлейки ременя за допомогою вертлюга

Вертлю́г, о́вороть — шарнірний механізм для з'єднання частин механізмів, який дозволяє здійснювати їх відносні повороти. Вертлюг виключає передачу обертання з одного елемента з'єднання на інший, наприклад, з вантажа на підвіс. Вертлюг дозволяє предмету, до якого додається тягове зусилля, вільно обертатися навколо своєї осі (тим самим усувається перекручення ременя, ланцюга або напругу всередині троса, кабелю і т. д. і / або його перекручення). Завдяки цьому трос (ланцюг, мотузка, кабель тощо) не перекручуються, рівномірно укладається в бухту або, навпаки, розмотується, не утворюючи петель. Найчастіше вертлюги розміщуються між вантажем та підйомним механізмом.

## Застосування
- Вертлюг бурової установки забезпечує вільне обертання бурильної колони з одночасним підведенням промивної рідини в неї
- Вертлюг, зокрема, запобігає обертанню прохідницької бадді під час підняття, підвішується між канатом та причіпним гаком.
- Вертлюг застосовується також при кріпленні кінців комбайнового ланцюга, запобігаючи його обертанню.
- Особливо часто — в галантерейній фурнітурі.
- У складі якірного пристрою[2]
- У складі вантажопідйомних механізмів і пристроїв
- У складі гарпунів, гаків, капканів, наручників, кайданів.
- У складі кінської збруї (відомі знахідки, починаючи з XI ст.)